# Grote Vermaning (Haarlem)
De Grote Vermaning is het kerkgebouw van de doopsgezinden in het centrum van Haarlem. De kerk uit 1683 bevindt zich tussen de Grote Houtstraat, de Peuzelaarsteeg en de Frankestraat. Aanvankelijk was de kerk alleen toegankelijk via zijsteegjes van de Peuzelaarsteeg, omdat zij in de 17e eeuw als gedoogde schuilkerk geen ingang aan de straat mocht hebben. In 1717 kwam er een poort in de Frankestraat en 1757 in de Grote Houtstraat.
Tussen 1872 en 1908 was Jeronimo de Vries de predikant van de Grote Vermaning, van 1884 tot 1900 naast Jacobus Craandijk.

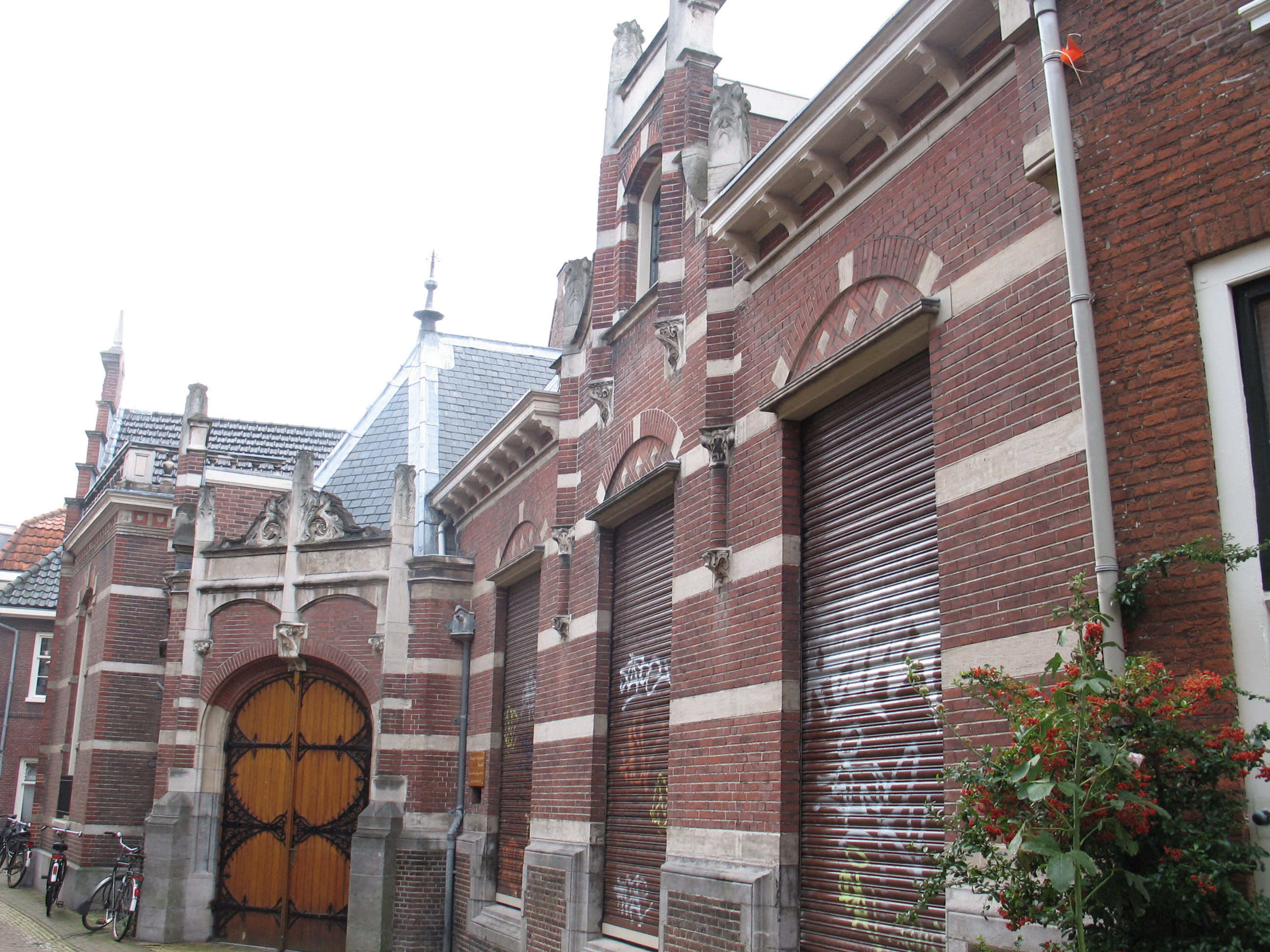
De ingang (sinds 1902) aan Frankestraat 24
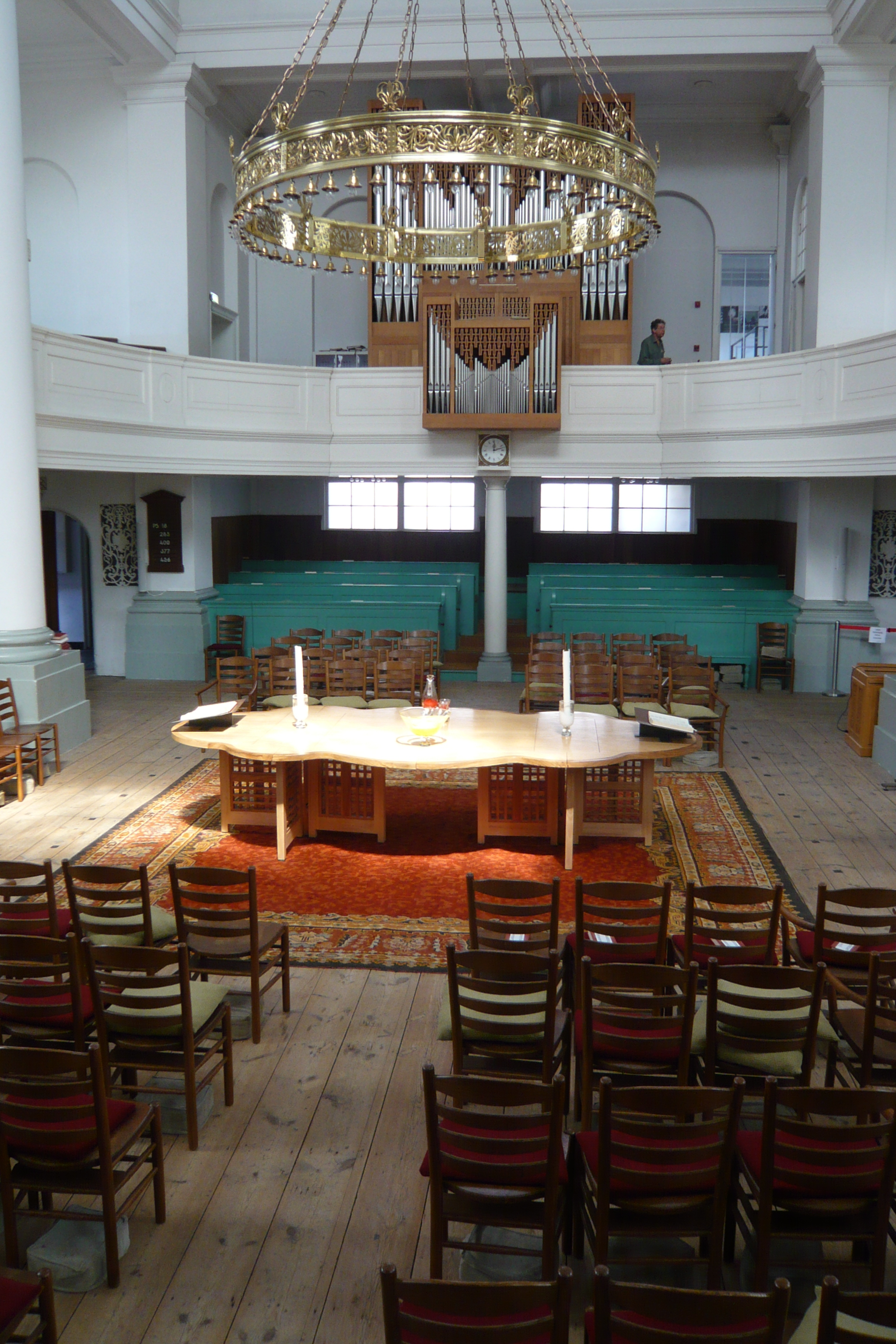
De kerkzaal, met kroonluchter uit 1912 van AW Weissman
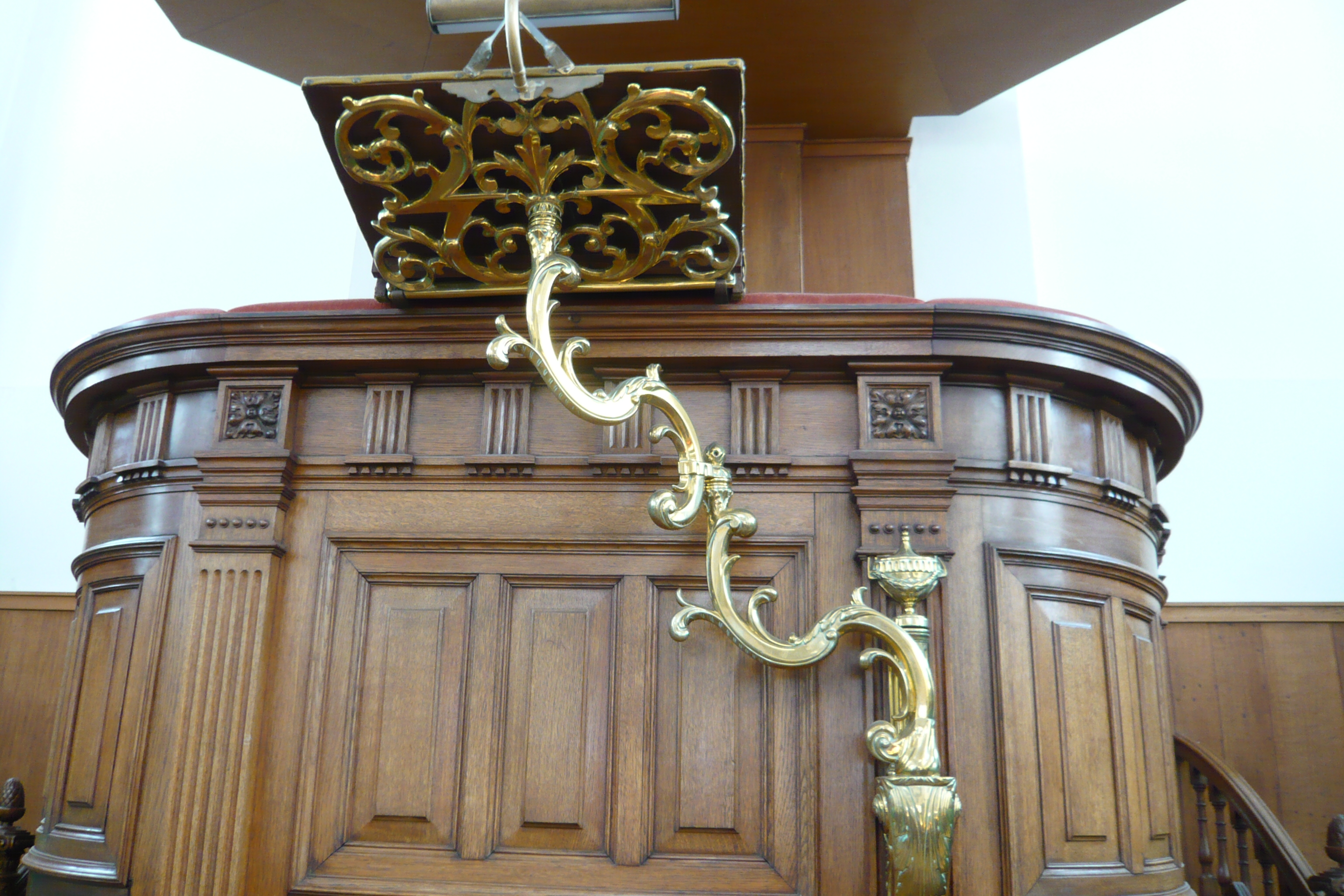
De preekstoel, in 1891 ontworpen door Klaas Stoffels
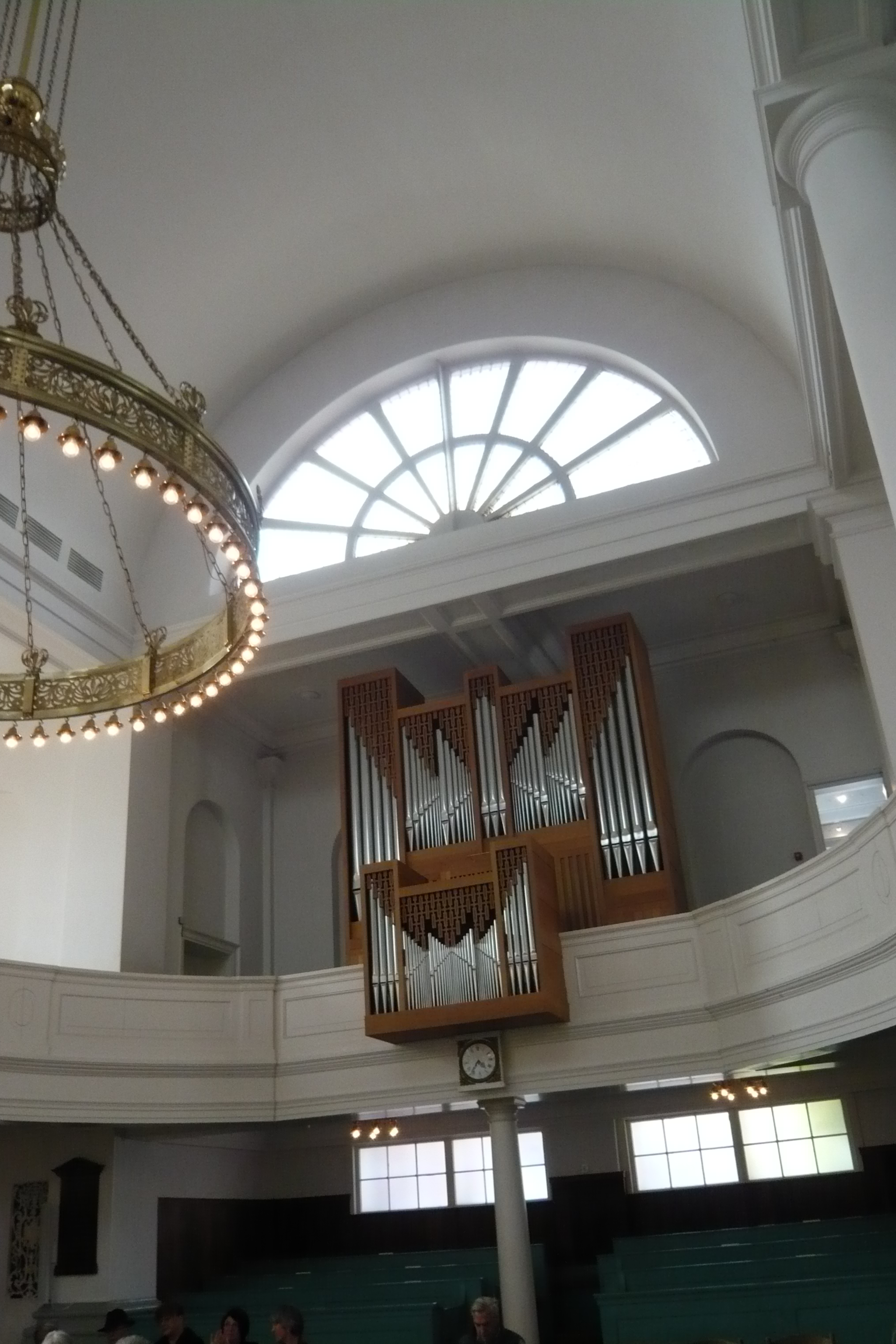
Het orgel uit 1968 van Ahrend & Brunzema
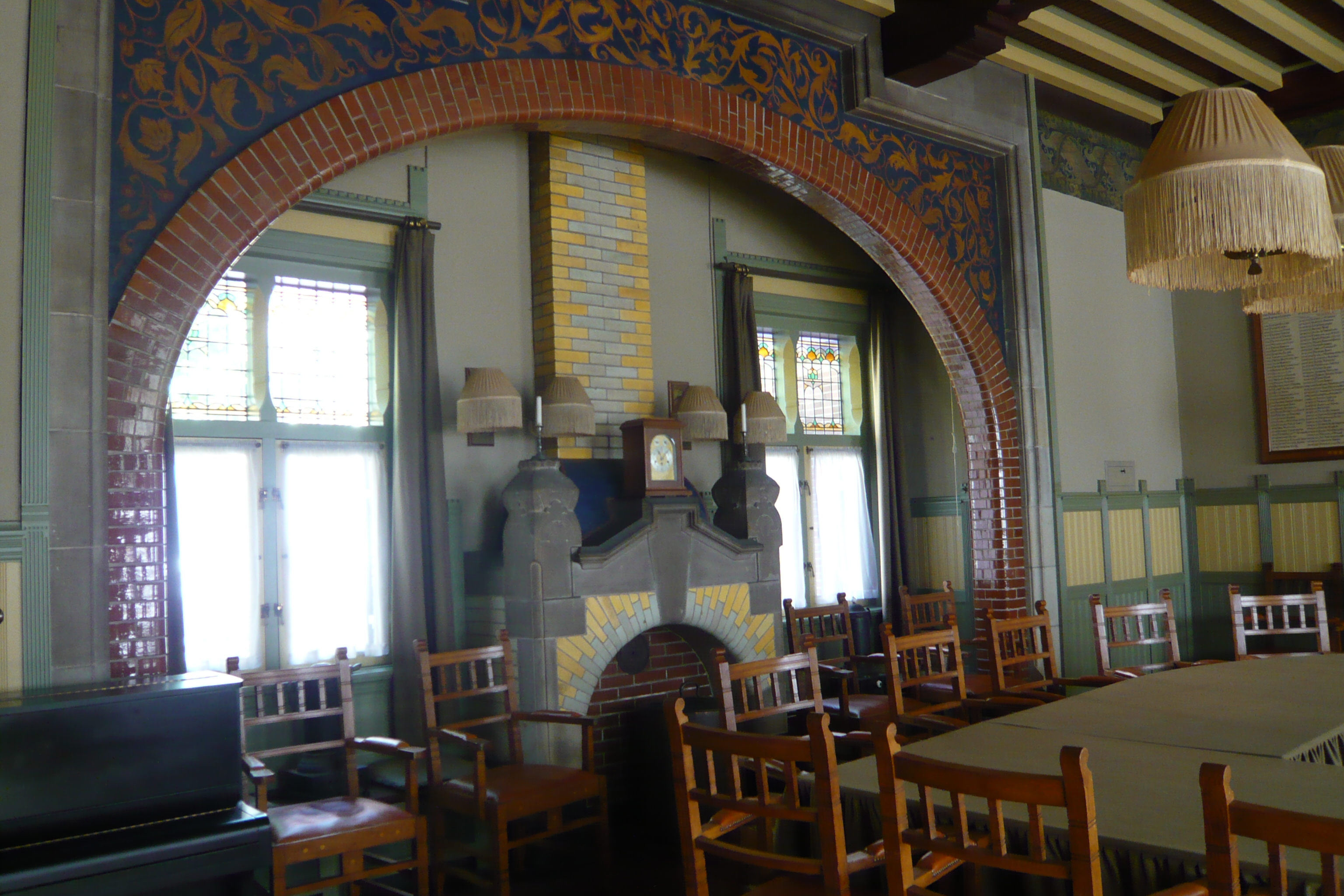
De kerkeraadskamer

De Vereenigde Doopsgezinde Gemeente Haarlem (VDGH) heeft twee kerkgebouwen:
- De Grote Vermaning,
- De Kleine Vermaning in Heemstede,